# بيت الصباحي (السبرة)

تعديل مصدري - تعديل

بيت الصباحي محلة تابعة لقرية الشراحي، التابعة لعزلة عروان بمديرية السبرة إحدى مديريات محافظة إب في الجمهورية اليمنية.، بلغ تعداد سكانها 27 حسب تعداد اليمن لعام 2004.